# Samed-Bek Sadik-Bek oglu Mehmandarov
 (novembre 2021).
La mise en forme du texte ne suit pas les recommandations de Wikipédia : il faut le « wikifier ».
Les points d'amélioration suivants sont les cas les plus fréquents :
- Les titres sont pré-formatés par le logiciel. Ils ne sont ni en capitales, ni en gras.
- Le texte ne doit pas être écrit en capitales (les noms de famille non plus), ni en gras, ni en italique, ni en « petit »…
- Le gras n'est utilisé que pour surligner le titre de l'article dans l'introduction, une seule fois.
- L'italique est rarement utilisé : mots en langue étrangère, titres d'œuvres, noms de bateaux, etc.
- Les citations ne sont pas en italique mais en corps de texte normal. Elles sont entourées par des guillemets français : « et ».
- Les listes à puces sont à éviter, des paragraphes rédigés étant largement préférés. Les tableaux sont à réserver à la présentation de données structurées (résultats, etc.).
- Les appels de note de bas de page (petits chiffres en exposant, introduits par l'outil «  Source ») sont à placer entre la fin de phrase et le point final[comme ça].
- Les liens internes (vers d'autres articles de Wikipédia) sont à choisir avec parcimonie. Créez des liens vers des articles approfondissant le sujet. Les termes génériques sans rapport avec le sujet sont à éviter, ainsi que les répétitions de liens vers un même terme.
- Les liens externes sont à placer uniquement dans une section « Liens externes », à la fin de l'article. Ces liens sont à choisir avec parcimonie suivant les règles définies. Si un lien sert de source à l'article, son insertion dans le texte est à faire par les notes de bas de page.
- La présentation des références doit suivre les conventions bibliographiques. Il est recommandé d'utiliser les modèles {{Ouvrage}}, {{Chapitre}}, {{Article}}, {{Lien web}} et/ou {{Bibliographie}}. Le mode d'édition visuel peut mettre en forme automatiquement les références.
- Insérer une infobox (cadre d'informations à droite) n'est pas obligatoire pour parachever la mise en page.

Pour une aide détaillée, merci de consulter Aide:Wikification.
Si vous pensez que ces points ont été résolus, vous pouvez retirer ce bandeau et améliorer la mise en forme d'un autre article.
Samed-Bek Mehmandarov (en azéri : Səməd bəy Sadıx bəy oğlu Mehmandarov, né le 16 octobre 1855 à Lankaran et mort le 12 février 1931 à Bakou) est le général de l'artillerie de l'armée impériale russe, ministre de la Guerre de la République démocratique d'Azerbaïdjan, chef militaire de la Russie soviétique, de l'Azerbaïdjan soviétique et de l'Union soviétique.

## Le début d'une carrière militaire
Samed-Bek Mehmandarov est issu d'un noble clan de bey du Karabakh. Le père de Samadbek, Mirza Sadikhbek Mehmandarov, de service au début des années 1840 déménage de Choucha à Lankaran, où il occupe le poste d'huissier de Mughan de l'administration du district de Lankaran et a le rang de conseiller titulaire.
Samedbek Mehmandarov est né le 16 octobre 1855 à Lankaran. Il fait ses études au gymnase de Bakou. Il commence son service militaire le 1er septembre 1873 en tant que cadet de la 2e école militaire Konstantinovsky à Saint-Pétersbourg. Après avoir obtenu son diplôme universitaire en 1875, avec le grade d'adjudant, il est envoyé à la 1re brigade d'artillerie du Turkestan, dans laquelle il commande un peloton de montagne de la 3e batterie. De novembre 1875 à février 1876, il participe à la campagne du khanat de Kokand. Le 12 octobre 1876, "pour les difficultés encourus dans la campagne contre les montagnards i" Mehmandarov reçoit l'ordre de Saint-Stanislas, 3e degré. Il a "Pour la conquête du khanat de Kokand". En décembre 1876, il est promu sous-lieutenant et lieutenant en décembre 1877.
À l'automne 1879, Samedbek est affecté à la 2e brigade d'artillerie stationnée à Saint-Pétersbourg. Le 13 mars 1881, il est décoré de l'Ordre de Sainte-Anne, 3e degré. Le 29 novembre 1882, il est promu capitaine d'état-major.
Le 17 juin 1885, il est transféré dans le Caucase à la 38e brigade d'artillerie, où il sert pendant neuf ans. Du 8 juillet au 8 novembre 1887 il est membre du tribunal de district militaire du Caucase. Le 16 décembre 1890, Mehmandarov est promu capitaine. Le 21 mai 1891, il est décoré de l'ordre de Saint-Stanislas, 2e degré.
Le 30 septembre 1894, la brigade d'artillerie est transférée dans le district militaire de Varsovie. Du 12 novembre 1894 au 25 février 1895 S. Mehmandarov est membre du tribunal de brigade. Du 25 février 1895 au 22 mars 1896 il est président du tribunal de brigade. Du 22 janvier au 1er juin 1896  il est membre temporaire du tribunal de district militaire de Varsovie. Le 14 mai 1896, le capitaine Mehmandarov est décoré de l'ordre de Sainte-Anne. Le 1er janvier 1898, Samedbek est promu lieutenant-colonel et nommé commandant du bataillon d'artillerie.
Le 17 avril 1898, il est rattaché avec une batterie au bataillon d'artillerie de Transbaïkalie. Le 24 septembre 1899, il est décoré de l'ordre de Saint-Vladimir, 4e degré.

## Révolte des Boxers
Du 2 juillet 1900 au 26 mars 1901, le groupe de Mehmandarov participe à la dite « campagne de Chine » avec le but de réprimer le soulèvement des Boxers. Le 31 janvier 1901, par le plus haut ordre, Samedbek Mehmandarov est promu colonel. Le 14 octobre, « pour distinction dans les affaires contre les Chinois » il reçoit une arme d'or avec l'inscription "Pour la bravoure".

## Guerre russo-japonaise
Une place particulière dans la biographie de S. Mehmandarov est occupée par la défense héroïque de Port Arthur dans la guerre russo-japonaise. Pendant toute la période de la défense de Port Arthur, Samedbek est aux avant-postes. Le 22 octobre, Mehmandarov est promu général de division pour distinction dans des affaires contre les Japonais. Le 24 octobre 1904, S. Mehmandarov reçoit l'Ordre de Saint-Georges, 4e degré, Le 22 octobre, Mehmandarov est promu général de division pour différends dans des affaires contre les Japonais.
Le 24 octobre 1904, S. Mehmandarov reçoit l'ordre de Saint-Georges, 4e degré. Du 23 décembre 1904 au 18 novembre 1905, le général de division Mehmandarov est retenu captif au Japon, dans la ville de Nagoya. Le 6 décembre 1911, il est décoré de l'ordre de Sainte-Anne, 1er Art. Le 31 décembre 1913, il est nommé commandant de la 21e division d'infanterie du 3e corps d'armée du Caucase.

## Première Guerre mondiale
Le général Mehmandarov rencontre la Première Guerre mondiale dans le district militaire de Varsovie, où était redéployé l’armée du Caucase. Sous le commandement de Mehmandarov, la 21e division d'infanterie est devenue l'une des meilleures de l'armée russe, en particulier celle d’Absheron. Pour les batailles du 27 au 29 septembre 1914, il reçoit l'ordre de Saint-Georges, 3e degré.
Le 2 janvier 1915, le général Mehmandarov reçoit l'ordre de Saint-Vladimir 2e degré avec des épées. Par le plus haut ordre le 14 février 1915, il reçoit les armes Georgiev, décorées de diamants.

## Au service de la République démocratique d'Azerbaïdjan
En 1918, il est invité à servir dans le gouvernement du pays. Mehmandarov est nommé ministre de la Guerre. L'armée nationale d'Azerbaïdjan se forme sous la direction directe de Mehmandarov. Il occupe le poste de ministre de la Guerre jusqu'à l'occupation de l'Azerbaïdjan par la XI Armée rouge le 28 avril 1920. De 1924 à 1928, il enseigne à l'école militaire.